# سوبر هيرو موف
Super hero movie (بالعربية: فيلم البطل الخارق) هو فيلم كوميدي أمريكي من إنتاج عام 2008, كتبه واخرجه كرايج مازين وانتجه ديفيد زاكر وروبرت ك. ويس وهو من بطولة كل من دريك بيل، سارا باكستون، كريستوفر ماكدونالد وليسلي نيلسن. كان اسمه الاصلي سوبر هيرو.

## الحبكة
ريك رايكر هو طالب غير محبوب في مدرسة إمباير الثانوية. يعيش مع عمه ألبرت وعمته لوسيل، وأفضل أصدقائه، تراي. يكون ريك معجبًا بجيل جونسون، لكنها تواعد الشاب المتنمر لانس لاندرز. في أحد الأيام، يذهب صف ريك في رحلة مدرسية إلى مختبر أبحاث الحيوانات الذي يديره رجل الأعمال المصاب بمرض عضال، لو لاندرز، وهو عم لانس. في أثناء الرحلة، يتعرض ريك بالخطأ لسائل يجذب الحيوانات، ما يسبب تجمع مجموعة من الحيوانات حوله، بما في ذلك يعسوب مشع معزز كيميائيًا يعضه في عنقه.
في هذه الأثناء، يبتكر لو آلة مصممة لشفاء الأمراض. عند اختبارها على نفسه، يحصل على صحة مثالية مقابل امتصاص طاقة الحياة من ضحية يوميًا. لتجنب الاعتقال بتهمة القتل، يتحول لو إلى الشخصية الشريرة «ساعة الرمل» (آورغلاس). خلال معرض علمي، يتغير جسم ريك، ما يؤدي إلى حدوث العديد من الحوادث. في وقت لاحق، يدرك أنه قد طور قوى خارقة بسبب لدغة اليعسوب. يكشف ريك سره لعمه وتراي، ويبدأ جدال بينه وبين ألبرت. في اليوم التالي، بينما كان يزور البنك مع لوسيل، يسمح ريك عن غير قصد للص سرق البنك بالفرار مع النقود المسروقة، ليطلق السارق بعدها النار ويصيب ألبرت.
يتصل تشارلز إكزافير بريك ويقدم له مدرسته للمسوخ، إذ تخبره السيدة إكزافير بضرورة صنع زي ليصبح بطلًا خارقًا. في المنزل، يصنع ريك زي بطل خارق ويسمي نفسه دراغونفلاي أو اليعسوب. يبدأ دراغونفلاي في مراقبة المدينة ومكافحة الجرائم، ليصبح بسرعة حديث وسائل الإعلام رغم أنه غير قادر على الطيران. في وقت لاحق، يحاول إيقاف آورغلاس عن سرقة مستودع مليء بـ «السيريليوم» جزءًا من خطته الشريرة لكنه يفشل، ما يسمح لآورغلاس بالفرار.
في وقت لاحق من تلك الليلة، تتعرض جيل لهجوم من قبل اللصوص، لكن دراغونفلاي ينقذها ويتبادلان قبلة. في هذه الأثناء، يخطط «لو» لبناء آلة تقتل الناس وتمنحه طاقة حياة كافية لجعله خالدًا. في تلك الليلة، يتناول لو ولانس العشاء مع عائلة ريك وجيل، لكن لو يعرف سرًا هوية ريك الحقيقية عندما يلاحظ وجود إصابات على ريك مثل تلك التي على دراغونفلاي. يختلق عذرًا محرجًا ويغادر مع لانس. يعود «لو» بعد دقائق في زي آورغلاس ويقتل العمة لوسيل. يستيقظ ألبرت من غيبوبته ويعلم بموتها من طبيبه الأحمق. بعد جنازتها، تلتقي جيل بريك وتعرض عليه بدء علاقة معه. يخشى ريك على سلامتها ويرفضها، تاركًا إياها مجروحة وغاضبة.
يقرر ريك أن ينهي حياته المهنية بطلًا خارقًا، ولكنه يعلم أن لوو سيذهب إلى حفل توزيع الجوائز ليقتل آلاف الأشخاص، فيجعل ألبرت يصطحبه إلى هناك. في الحفل، يخبر لو ريك أن الدالاي لاما هو آورغلاس، ما يجعل دراغونفلاي يهاجم الدالاي لاما ويتسبب في حدوث فوضى. في هذه الأثناء، تكتشف جيل أن لو هو آورغلاس. عندما يشتبك آورغلاس مع دراغونفلاي على سطح أحد المنازل، يقوم بتفعيل آلته. يتمكن دراغونفلاي من تدمير الآلة وآورغلاس بقنبلته الخاصة.
يقذف الانفجار بجيل من على السطح ويقفز دراغونفلاي خلفها وينمو له جناحان ويطير. تكتشف جيل أن ريك هو دراغونفلاي بسبب خاتم العائلة الذي يرتديه والذي ينكشف من خلال ثقب في قفازه، ويبدأ الاثنان علاقة غرامية. بعد شكره على إنقاذ المدينة، يطير ريك بعيدًا مع جيل، لكنهما يصطدمان بشكل غير متوقع بطائرة مروحية عابرة.

## الإنتاج
كان من المقرر بدايةً أن يُعرض الفيلم في 9 فبراير 2007 تحت اسم البطل الخارق! بإخراج ديفيد زاكر. تم تأجيله ليبدأ إنتاج الفيلم في 17 سبتمبر 2007 في نيويورك، وانتقل كرسي الإخراج إلى كريج مازن، مع إعادة زاكر إلى دور الإنتاج. رغم أن الفيلم أُنتج في نيويورك، اعتمدت مشاهد التحليق التي استُخدمت مراحل انتقالية في الفيلم على لقطات من الحي التجاري في وسط مدينة كانساس سيتي بولاية ميزوري.
قال زاكر إن الفيلم سخر بشكل رئيسي من فيلمي الرجل العنكبوت وبداية باتمان، ولكنه سخر أيضًا من أفلام إكس-مين وفانتاستيك فور وسوبرمان. أوضح المنتج قائلًا: «إنه محاكاة ساخرة لصنف أفلام الأبطال الخارقين بأكمله، ولكن هذا الفيلم قد يكون له حبكة موحدة مثل فيلم المسدس العاري».

## فريق التمثيل
- دريك بيل بدور الرجل العنكبوت
- سارا باكستون بدور ماري جين واتسون
- كريستوفر ماكدونالد
- ليسلي نيلسن
- كيفن هارت
- روبرت جوي بدور ستيفن هوكينغ
- كاريج بيركو بدرو وولفرين
- مايلز فيشر بدو توم كروز
- جيفري تامبور
- ريجينا هول
- باميلا أندرسون
- دان كاستلانيتا
- كيث ديفيد
- هاوورد مونجو بدور نيلسون مانديلا
- ليل كيم

## روابط خارجية
- الموقع الرسمي
- Official MySpace
- سوبر هيرو موف على موقع IMDb (الإنجليزية)
- سوبر هيرو موف على موقع ميتاكريتيك (الإنجليزية)
- سوبر هيرو موف على موقع روتن توميتوز (الإنجليزية)
- سوبر هيرو موف على موقع نتفليكس (الإنجليزية)
- سوبر هيرو موف على موقع نتفليكس (الإنجليزية)
- سوبر هيرو موف على موقع قاعدة بيانات الأفلام العربية
- سوبر هيرو موف على موقع ألو سيني (الفرنسية)
- سوبر هيرو موف على موقع Turner Classic Movies (الإنجليزية)
- سوبر هيرو موف على موقع أول موفي (الإنجليزية)
- سوبر هيرو موف على موقع بوكس أوفيس موجو (الإنجليزية)